# Champigny-en-Beauce
Champigny-en-Beauce és un municipi francès, situat al departament del Loir i Cher i a la regió de Centre – Vall del Loira. L'any 2007 tenia 642 habitants.

## Demografia

### Població
El 2007 la població de fet de Champigny-en-Beauce era de 642 persones. Hi havia 252 famílies, de les quals 59 eren unipersonals (31 homes vivint sols i 28 dones vivint soles), 75 parelles sense fills, 110 parelles amb fills i 8 famílies monoparentals amb fills.
La població ha evolucionat segons el següent gràfic:
Habitants censats

### Habitatges
El 2007 hi havia 285 habitatges, 252 eren l'habitatge principal de la família, 20 eren segones residències i 14 estaven desocupats. 279 eren cases i 6 eren apartaments. Dels 252 habitatges principals, 217 estaven ocupats pels seus propietaris, 33 estaven llogats i ocupats pels llogaters i 1 estava cedit a títol gratuït; 8 tenien dues cambres, 41 en tenien tres, 66 en tenien quatre i 137 en tenien cinc o més. 201 habitatges disposaven pel capbaix d'una plaça de pàrquing. A 94 habitatges hi havia un automòbil i a 141 n'hi havia dos o més.

### Piràmide de població
La piràmide de població per edats i sexe el 2009 era:
| Homes | Edats   | Dones |
| ----- | ------- | ----- |
| 0     | 95 o +  | 4     |
| 0     | 90 a 94 | 0     |
| 8     | 85 a 89 | 8     |
| 4     | 80 a 84 | 8     |
| 8     | 75 a 79 | 20    |
| 20    | 70 a 74 | 8     |
| 8     | 65 a 69 | 24    |
| 20    | 60 a 64 | 4     |
| 8     | 55 a 59 | 12    |
| 24    | 50 a 54 | 16    |
| 8     | 45 a 49 | 20    |
| 16    | 40 a 44 | 8     |
| 28    | 35 a 39 | 24    |
| 20    | 30 a 34 | 24    |
| 16    | 25 a 29 | 28    |
| 16    | 20 a 24 | 8     |
| 8     | 15 a 19 | 24    |
| 20    | 10 a 14 | 28    |
| 20    | 5 a 9   | 8     |
| 20    | 0 a 4   | 20    |

## Economia
El 2007 la població en edat de treballar era de 385 persones, 317 eren actives i 68 eren inactives. De les 317 persones actives 305 estaven ocupades (164 homes i 141 dones) i 13 estaven aturades (4 homes i 9 dones). De les 68 persones inactives 33 estaven jubilades, 23 estaven estudiant i 12 estaven classificades com a «altres inactius».

### Ingressos
El 2009 a Champigny-en-Beauce hi havia 246 unitats fiscals que integraven 639,5 persones, la mediana anual d'ingressos fiscals per persona era de 19.822 €.

### Activitats econòmiques
Dels 14 establiments que hi havia el 2007, 1 era d'una empresa de fabricació de material elèctric, 5 d'empreses de comerç i reparació d'automòbils, 1 d'una empresa de transport, 1 d'una empresa d'hostatgeria i restauració, 2 d'empreses immobiliàries, 2 d'empreses de serveis, 1 d'una entitat de l'administració pública i 1 d'una empresa classificada com a «altres activitats de serveis».
Dels 2 establiments de servei als particulars que hi havia el 2009, 1 era un taller de reparació d'automòbils i de material agrícola i 1 perruqueria.
L'únic establiment comercial que hi havia el 2009 era una botiga de menys de 120 m².
L'any 2000 a Champigny-en-Beauce hi havia 17 explotacions agrícoles que ocupaven un total de 1.708 hectàrees.

## Equipaments sanitaris i escolars
El 2009 hi havia una escola elemental integrada dins d'un grup escolar amb les comunes properes formant una escola dispersa.

## Poblacions més properes
El següent diagrama mostra les poblacions més properes.